# デトレ (小惑星)
デトレ (1538 Detre) は、小惑星帯にある小惑星。
1940年、クリン・ジェルジュがブダペストのコンコリー天文台で発見した。

## 名称
ハンガリー人の天文学者 デトレ・ラーズロー（László Detre, 1906年 - 1974年）に因む。デトレは変光星に関する研究で知られ、長年にわたってコンコリー天文台の台長を務めた。
命名は1980年2月の小惑星回報（MPC 5182）で公表された。このとき同時に、ハンガリー人天文学者に因む (1546) イジャーク、 (1710) ゴットハルド も命名されている。

## 註
1. ↑  MPC 5182（1980年2月1日）